# Pallanuoto ai Giochi della XXX Olimpiade - Torneo femminile
Il 4º torneo olimpico femminile di pallanuoto si è disputato dal 30 luglio al 9 agosto 2012 nel corso dei Giochi della XXX Olimpiade di Londra.
Le gare della rassegna si sono svolte interamente all'interno della Water Polo Arena. Le otto squadre partecipanti hanno disputato un torneo che prevede una fase a gironi e una fase a eliminazione diretta.

## Squadre partecipanti
Le squadre partecipanti sono 8, di cui cinque europee, un'asiatica, e una proveniente dall' Oceania. La Spagna e le padrone di casa della Gran Bretagna partecipano all'Olimpiade per la prima volta, mentre le campionesse uscenti dell'Paesi Bassi non hanno centrato la qualificazione.
| Nazione       | Qualificazione                  | Ultima partecipazione  | Miglior piazzamento  |
| ------------- | ------------------------------- | ---------------------- | -------------------- |
| Australia     | Rappresentante OSA              | Pechino 2008: Bronzo   | Oro (2000)           |
| Cina          | 1ª nei Preolimpico asiatico     | Pechino 2008: 5º posto | 5º posto (2008)      |
| Gran Bretagna | Paese ospitante                 | Debutto                | -                    |
| Italia        | 2ª nel Preolimpico mondiale     | Pechino 2008: 6º posto | Oro (2004)           |
| Russia        | 3ª nel Preolimpico mondiale     | Pechino 2008: 7º posto | Bronzo (2000)        |
| Spagna        | 1ª nel Preolimpico mondiale     | Debutto                | -                    |
| Stati Uniti   | 1° nel Giochi panamericani 2011 | Pechino 2008: Argento  | Argento (2000, 2008) |
| Ungheria      | 4ª nel Preolimpico mondiale     | Pechino 2008: 4º posto | 4º posto (2008)      |

## Atlete partecipanti
Le atlete partecipanti sono 104; ciascuna delle 8 nazionali qualificate può infatti schierare fino a 13 giocatrici.
| Nazionale     | Atlete |
| ------------- | --- |
| Australia     | Beadsworth, Brown, Gynther, Knox, Lincoln-Smith, McCormack, Moran, Ralph, Rippon, Smith, Southern, Webster, Zagame                          |
| Cina          | Gao, He, Liu, Ma, Song, Sun H., Sun Ya., Sun Yu., Teng, Wang Yi, Wang Ying, Yang, Zhang                                                     |
| Gran Bretagna | Clayton, Gibson, Gibson Byrne, Kershaw, Leighton, McCann, Morris, Musgrove, Nicholls, Rutlidge, Snell, Wilcox, Winstanley-Smith             |
| Italia        | Abbate, Bianconi, Casanova, Cotti, Di Mario, Emmolo, Frassinetti, Gigli, Gorlero, Lapi, Pelle, Radicchi, Rambaldi                           |
| Russia        | A.Antonova, D.Antonova, Belova, Belyaeva, Fedotova, Ivanova, Karnauch, Khokhryakhova, Konuch, Kovtunovskaya, Lisunova, Prokof'eva, Tankeeva |
| Spagna        | Blas, Bach, Copado, Espar, Ester, García, López, Meseguer, Miranda, Ortiz, Pareja, Peña, Tarragó                                            |
| Stati Uniti   | Armstrong, Craig, Dries, Mathewson, Petri, Rulon, Sedidemann, J.Steffens, M.Steffens, Tumuaialii, Villa, Wenger, Windes                     |
| Ungheria      | Antal, Bolonyai, Bujka, Csabai, Czigány, Drávucz, Gangl, Keszthelyi, Kisteleki, Menczinger, Szűcs, Takács, Tóth                             |

## Formula
Il torneo verrà disputato secondo una nuova formula, rispetto a quelle utilizzate nelle precedenti edizioni. Le 8 partecipanti disputeranno un turno preliminare, divise in due gironi, che servirà esclusivamente per determinare la griglia della fase a eliminazione diretta per l'assegnazione delle medaglie. Le squadre eliminate nei quarti di finale disputeranno semifinali e finali per la classificazione dal 5º all'8º posto.

## Fase preliminare

### Gironi
Il sorteggio dei gironi del primo turno è stato effettuato sabato 5 maggio 2012 presso il London Aquatics Centre alla presenza della dirigenza FINA e delle delegazioni nazionali. Le fasce del sorteggio:
Fascia 1:  Australia e  Stati Uniti
Fascia 2:  Italia e  Spagna
Fascia 3:  Cina e  Russia
Fascia 4:  Gran Bretagna e  Ungheria
L'esito del sorteggio:
| Gruppo A    | Gruppo B      |
| ----------- | ------------- |
| Cina        | Australia     |
| Spagna      | Gran Bretagna |
| Stati Uniti | Italia        |
| Ungheria    | Russia        |

### Gruppo A
| Pos. | Squadra     | Pt | G | V | N | P | GF | GS | DR |
| ---- | ----------- | -- | - | - | - | - | -- | -- | -- |
| 1    | Spagna      | 5  | 3 | 2 | 1 | 0 | 33 | 26 | +7 |
| 2    | Stati Uniti | 5  | 3 | 2 | 1 | 0 | 30 | 28 | +2 |
| 3    | Ungheria    | 2  | 3 | 1 | 0 | 2 | 35 | 37 | -2 |
| 4    | Cina        | 0  | 3 | 0 | 0 | 3 | 22 | 29 | -7 |

| #gara | Data     | Ora   | Gara     | Gara  | Gara        |
| ----- | -------- | ----- | -------- | ----- | ----------- |
| 2     | 30-07-12 | 14:10 | Spagna   | 11-6  | Cina        |
| 4     | 30-07-12 | 19:40 | Ungheria | 13-14 | Stati Uniti |
| 5     | 01-08-12 | 14:10 | Ungheria | 11-10 | Cina        |
| 7     | 01-08-12 | 18:20 | Spagna   | 9-9   | Stati Uniti |
| 10    | 03-08-12 | 14:10 | Spagna   | 13-11 | Ungheria    |
| 12    | 03-08-12 | 19:40 | Cina     | 6-7   | Stati Uniti |

#### Tabellini
1ª giornata
| Arbitri: | Alan Balfanbayev Cory Williams |

|                                                                   |           |                              |
| J. Pareja M. García A. Espar P. Peña Carrasco O. Meseguer A. Blas | Marcatori | Wang Y. Ma H. He J. Zhang L. |

| Arbitri: | Brian Littlejohn Denis Danelon |

|                                                                   |           |                                                     |
| R. Drávucz B. Bujka G. Szűcs I. Tóth D. Antal O. Takács D. Csabai | Marcatori | M. Steffens B. Villa K. Rulon C. Mathewson K. Craig |

2ª giornata
| Arbitri: | Georgios Stavridis Svetlana Dreval |

|                                                      |           |                                                  |
| B. Bujka D. Czigány G. Szűcs R. Keszthelyi D. Csabai | Marcatori | Wang Y. Gao A. Sun Yujun Sun Yating Sun H. Ma H. |

| Arbitri: | Marie Deslieres Anton Bervoets |

|                                                  |           |                                                                  |
| J. Pareja L. López A. Espar M. García R. Tarragó | Marcatori | B. Villa K. Craig M. Steffens M. Seidemann C. Mathewson A. Dries |

3ª giornata
| Arbitri: | Massimiliano Caputi Svetlana Dreval |

|                                                                                        |           |                                                       |
| J. Pareja M. García M. Ortiz P. Peña Carrasco A. Espar L. López O. Meseguer R. Tarragó | Marcatori | B. Bujka D. Antal R. Drávucz D. Czigány R. Keszthelyi |

| Arbitri: | Daniel Flahive Mario Brguljan |

|                                   |           |                                                  |
| Sun Yujun Sun Yating Sun H. Ma H. | Marcatori | E. Windes K. Rulon B. Villa M. Steffens A. Dries |

### Gruppo B
| Pos. | Squadra       | Pt | G | V | N | P | GF | GS | DR  |
| ---- | ------------- | -- | - | - | - | - | -- | -- | --- |
| 1    | Australia     | 6  | 3 | 3 | 0 | 0 | 37 | 18 | +18 |
| 2    | Russia        | 4  | 3 | 2 | 0 | 1 | 22 | 21 | +1  |
| 3    | Italia        | 2  | 3 | 1 | 0 | 2 | 22 | 22 | 0   |
| 4    | Gran Bretagna | 0  | 3 | 0 | 0 | 3 | 14 | 33 | -19 |

| #gara | Data     | Ora   | Gara          | Gara | Gara      |
| ----- | -------- | ----- | ------------- | ---- | --------- |
| 1     | 30-07-12 | 15:30 | Italia        | 8-10 | Australia |
| 3     | 30-07-12 | 18:20 | Gran Bretagna | 6-7  | Russia    |
| 6     | 01-08-12 | 15:30 | Italia        | 4-7  | Russia    |
| 8     | 01-08-12 | 19:40 | Gran Bretagna | 3-16 | Australia |
| 9     | 03-08-12 | 15:30 | Russia        | 8-11 | Australia |
| 11    | 03-08-12 | 18:20 | Gran Bretagna | 5-10 | Italia    |

#### Tabellini
1ª giornata
| Arbitri: | Steven Rotsart György Juhász |

|                                                                    |           |                                                                               |
| T. Di Mario S. Abbate E. Casanova A. Pelle F. Radicchi R. Bianconi | Marcatori | K. Gynther G. Ralph B. Knox R. Webster A. Southern H. Lincoln-Smith N. Zagame |

| Arbitri: | Marie Deslieres Ni Shiwei |

|                                                          |           |                                                              |
| C. Wilcox A. Winstanley-Smith F. Painter-Snell F. McCann | Marcatori | N. Fedotova E. Ivanova O. Beljaeva E. Prokof'eva A. Antonova |

2ª giornata
| Arbitri: | Sergi Sanchez German Moller |

|                                   |           |                                                               |
| T. Di Mario S. Abbate G. Rambaldi | Marcatori | E. Lisunova O. Beljaeva S. Konuch E. Chochrjakova E. Tankeeva |

| Arbitri: | Gus Pinker Denis Danelon |

|                            |           |                                                                                     |
| F. Painter-Snell C. Wilcox | Marcatori | K. Gynther B. Knox G. Beadsworth R. Webster G. Ralph N. Zagame S. Smith A. Southern |

3ª giornata
| Arbitri: | Dragan Štampalija Marie Deslieres |

|                                                              |           |                                                                |
| E. Lisunova E. Ivanova O. Beljaeva E. Prokof'eva A. Antonova | Marcatori | K. Gynther G. Beadsworth J. Moran N. Zagame B. Knox R. Webster |

| Arbitri: | German Moller Kazuhiko Makita |

|                                                        |           |                                                |
| C. Gibson-Byrne F. Painter-Snell A. Rutlidge C. Wilcox | Marcatori | T. Frassinetti T. Di Mario S. Abbate G. Emmolo |

## Fase finale

### Tabellone
|  | Quarti di finale      | Quarti di finale      |                       |           | Semifinali                | Semifinali                |  |  | Finale                | Finale |
|  |                       |                       |                       |           |                           |                           |  |  |                       |        |
|  | 5 agosto 2012 - 20:20 |                       |                       |           |                           |                           |  |  |                       |        |
|  |                       |                       |                       |           |                           |                           |  |  |                       |        |
|  | A1: Spagna            | 9                     |                       |           |                           |                           |  |  |                       |        |
|  | A1: Spagna            | 9                     | 7 agosto 2012 - 19:40 |           |                           |                           |  |  |                       |        |
|  | B4: Gran Bretagna     | 7                     |                       |           |                           |                           |  |  |                       |        |
|  | B4: Gran Bretagna     | 7                     | Spagna                | 10        |                           |                           |  |  |                       |        |
|  | 5 agosto 2012 - 14:50 |                       | Spagna                | 10        |                           |                           |  |  |                       |        |
|  |                       | Ungheria              | 9                     |           |                           |                           |  |  |                       |        |
|  | B2: Russia            | Ungheria              | 9                     | 10        |                           |                           |  |  |                       |        |
|  | B2: Russia            |                       | 9 agosto 2012 - 20:00 | 10        |                           |                           |  |  |                       |        |
|  | A3: Ungheria          | 11                    |                       |           |                           |                           |  |  |                       |        |
|  | A3: Ungheria          | 11                    | Spagna                | 5         |                           |                           |  |  |                       |        |
|  | 5 agosto 2012 - 16:10 |                       | Spagna                | 5         |                           |                           |  |  |                       |        |
|  |                       | Stati Uniti           | 8                     |           |                           |                           |  |  |                       |        |
|  | B1: Australia         | Stati Uniti           | 8                     | 20        |                           |                           |  |  |                       |        |
|  | B1: Australia         | 7 agosto 2012 - 15:30 |                       | 20        |                           |                           |  |  |                       |        |
|  | A4: Cina              | 18                    |                       |           |                           |                           |  |  |                       |        |
|  | A4: Cina              | 18                    | Australia             | 9         | Finale per il terzo posto | Finale per il terzo posto |  |  |                       |        |
|  | 5 agosto 2012 - 19:00 |                       | Australia             | 9         | Finale per il terzo posto | Finale per il terzo posto |  |  |                       |        |
|  |                       | Stati Uniti           | 11                    |           |                           |                           |  |  |                       |        |
|  | A2: Stati Uniti       | Stati Uniti           | 11                    | 9         | Ungheria                  | 11                        |  |  |                       |        |
|  | A2: Stati Uniti       |                       |                       | 9         | Ungheria                  | 11                        |  |  |                       |        |
|  | B3: Italia            | 6                     |                       | Australia | 13                        |                           |  |  |                       |        |
|  | B3: Italia            | 6                     |                       |           | 13                        |                           |  |  |                       |        |
|  |                       |                       |                       |           |                           |                           |  |  | 9 agosto 2012 - 18:40 |        |
|  |                       |                       |                       |           |                           |                           |  |  |                       |        |

### Quarti di finale
| Arbitri: | Massimiliano Caputi Mario Brguljan |

|                                                              |           |                                                                           |
| E. Prokof'eva E. Ivanova N. Fedotova O. Beljaeva E. Lisunova | Marcatori | B. Bujka I. Tóth D. Czigány R. Keszthelyi G. Szűcs D. Antal H. Keszthelyi |

| Arbitri: | Georgios Stavridis Dragan Štampalija |

|                                                                                               |                |                                                 |
| K. Gynther G. Beadsworth N. Zagame R. Webster G. Ralph A. Southern M. Rippon H. Lincoln-Smith | Marcatori      | Ma H. He J. Teng F. Sun H. Sun Yujun Sun Yating |
| M. Rippon H. Lincoln-Smith G. Ralph A. Southern                                               | Shootout 4 – 2 | Song D. He J.                                   |

| Arbitri: | Adrian Alexandrescu Mihajlo Ćirić |

|                                                         |           |                                              |
| B. Villa M. Steffens K. Rulon M. Seidemann C. Mathewson | Marcatori | T. Di Mario F. Radicchi R. Bianconi A. Cotti |

| Arbitri: | Cory Williams Guy Pinker |

|                                                                         |           |                                                        |
| J. Pareja M. García A. Espar L. Miranda O. Meseguer L. López R. Tarragó | Marcatori | F. Painter-Snell F. McCann C. Gibson-Byrne H. Musgrove |

### Semifinali

#### 1º - 4º posto
| Arbitri: | Ulrich Spiegel Marie Desliéres |

|                                                                      |           |                                                         |
| K. Craig M. Seidemann M. Steffens J. Steffens C. Mathewson L. Wenger | Marcatori | A. Southern G. Ralph R. Webster G. Beadsworth N. Zagame |

| Arbitri: | Dragan Štampalija Massimiliano Caputi |

|                                                            |           |                                                                 |
| A. Espar P. Peña Carrasco M. García O. Meseguer R. Tarragó | Marcatori | B. Bujka D. Attal R. Drávucz R. Keszthelyi D. Czigány G. Sczűcs |

#### 5º - 8º posto
| Arbitri: | Svetlana Dreval Anton Bervoets |

|                                                                     |           |                                                                   |
| T. Di Mario G. Emmolo F. Radicchi E. Casanova S. Abbate R. Bianconi | Marcatori | Wang Y. Teng F. Sun Yujun Ma H. He J. Sun Yating Song D. Zhang L. |

| Arbitri: | Denis Danelon German Moller |

|                                                            |           |                                                                |
| C. Wilcox A. Winstanley-Smith F. Painter-Snell H. Musgrove | Marcatori | E. Prokof'eva S. Konuch E. Chochrjakova E. Ivanova N. Fedotova |

### Finali
- 7º posto

| Arbitri: | Daniel Flahive György Juhász |

|                                                                       |           |                                                             |
| T. Di Mario T. Frassinetti E. Casanova A. Pelle G. Emmolo G. Rambaldi | Marcatori | R. Kershaw A. Rutlidge F. McCann F. Clayton C. Gibson-Byrne |

- 5º posto

| Arbitri: | Brian Littlejohb Steven Ritsart |

|                                         |           |                                                                                    |
| Wang Y. Teng F. Sun H. Ma H. Sun Yating | Marcatori | E. Prokof'eva N. Fedotova O. Beljaeva O. Belova E. Ivanova A. Antonova D. Antonova |

- Finale per il bronzo

| Arbitri: | Adrian Alexandrescu Dragan Štampalija |

|                                                               |           |                                                                                     |
| R. Keszthelyi B. Bujka D. Antal G. Szűcs R. Drávucz D. Csabai | Marcatori | K. Gynther R. Webster H. Lincoln-Smith A. Southern N. Zagame G. Beadsworth J. Moran |

- Finale per l'oro

| Arbitri: | Marie Desliéres Georgios Stavridis |

|                    |           |                                            |
| J. Pareja A. Espar | Marcatori | B. Villa M. Steffens H. Petri M. Seidemann |

## Classifica finale
| Campione Olimpico | Campione Olimpico | Campione Olimpico |
| --- | ----------------- | --- |
| Stati UnitiArmstrong · Petri · Seidemann · Villa · Wenger · M. Steffens · J. Steffens · Mathewson · Windes · Rulon · Dries · Craig · Anae, CT: Adam Krikorian |                   | |
| Argento | Spagna            | SpagnaEster · Bach · Espar · Tarragó · Ortiz · Pareja · Miranda · del Pilar Peña · Blas · Meseguer · García Godoy · López · Copado, CT: Miki Oca                                 |
| Bronzo | Australia         | AustraliaBrown · Beadsworth · Smith · Lincoln-Smith · Moran · Knox · Webster · Gynther · Ralph · Southern · Rippon · Zagame · McCormack, CT: Greg McFadden                       |
| 4 | Ungheria          | UngheriaBolonyai · Czigány · Antal · Kisteleki · Szűcs · Takács · Drávucz · Keszthelyi · Tóth · Bujka · Csabai · Menczinger · Gangl, CT: András Merész                           |
| 5 | Cina              | |
| 6 | Russia            | |
| 7 | Italia            | Italia1 Gigli, 2 Abbate, 3 Casanova, 4 Radicchi, 5 Pelle, 6 Lapi, 7 Di Mario, 8 Bianconi, 9 Emmolo, 10 Rambaldi, 11 Cotti, 12 Frassinetti, 13 Gorlero, CT: Fabio Conti           |
| 8 | Regno Unito       | Gran BretagnaNicholls · Wilcox · McCann · Snell · Rutlidge · Leighton · Musgrove · Gibson-Byrne · Gibson · Winstanley-Smith · Clayton · Kershaw · Morris, CT: Szilveszter Fekete |

## Classifica marcatrici
- Finale.

|  | 6 | 21 | 27 | 77.8 | Maggie Steffens    | Stati Uniti |  |  |  |  |
|  | 6 | 19 | 53 | 35.8 | Ma Huanhuan        | Cina        |  |  |  |  |
|  | 6 | 18 | 45 | 40.0 | Tania Di Mario     | Italia      |  |  |  |  |
|  | 6 | 15 | 41 | 36.6 | Anni Espar Llaquet | Spagna      |  |  |  |  |
|  | 6 | 12 | 32 | 37.5 | Dóra Antal         | Ungheria    |  |  |  |  |
|  | 6 | 12 | 26 | 46.2 | Barbara Bujka      | Ungheria    |  |  |  |  |
|  | 6 | 12 | 34 | 35.3 | Jennifer Pareja    | Spagna      |  |  |  |  |
|  | 6 | 12 | 32 | 37.5 | Ashley Southern    | Australia   |  |  |  |  |
|  | 6 | 12 | 32 | 37.5 | Gabriella Szűcs    | Ungheria    |  |  |  |  |
|  | 6 | 12 | 42 | 28.6 | Rowie Webster      | Australia   |  |  |  |  |
|  | 6 | 12 | 16 | 75.0 | Nicola Zagame      | Australia   |  |  |  |  |